# TV-året 1995

## Händelser

### Februari
- 24 februari - Jan Johansen vinner Melodifestivalen med låten Se på mig.

### September
- 24 september - Prix Italia delas ut.[1]

### December
- 31 december - I Finland presenteras Trafikministeriets rapport "Rundradioverksamhetens strategiutredning Radio och Television 2010" [2].

### Okänt datum
- UR blir licensfinansierat [3].

## TV-program

### Sveriges Television
- 10 januari - Premiär för Hjärnkontoret.
- 17 januari - Premiär för NileCity 105,6 med bland andra Henrik Schyffert, Robert Gustafsson och Johan Rheborg.
- 31 januari - Andra omgången av svenska deckarserien Snoken.
- 16 april - TV-pjäsen Som löven i Vallombrosa av Lars Norén med Krister Henriksson, Suzanne Reuter, Marie Göranzon, Erland Josephson med flera.
- 15 september – Premiär för komediserien Sjukan med Björn Gustafson, Ulf Brunnberg, Jan Mybrand och Anita Wall.
- 7 oktober - Premiär för Ett sånt liv med Ingela Agardh - en uppföljare till det populära Här är ditt liv.
- 31 oktober - Premiär för Radioskugga med Figge Norling, Tomas Pontén, Evabritt Strandberg med flera.
- 4 november - Första avsnittet av ungdomsserien Nattens barn.
- 1 december - Årets julkalender är Jul i Kapernaum. [4]

### TV3
- 16 januari - Premiär för Cityakuten med bland andra Anthony Edwards, George Clooney, Noah Wyle, Sherry Stringfield och Julianna Margulies.
- 15 februari - Premiär för TV3 Direkt

### TV4
- 27 februari – Andra omgången av komediserien Rena rama Rolf med Lasse Brandeby, Robert Gustafsson med flera.
- 13 juli – Brittiska deckarserien Ett expertvittnes död (Death of an Expert Witness) med Roy Marsden som Adam Dalgliesh vid Scotland Yard.
- 5 september – Tredje omgången av komediserien Rena rama Rolf med Lasse Brandeby, Robert Gustafsson med flera.
- 17 oktober – Premiär för komediserien Mitt sanna jag med Lill Lindfors, Brasse Brännström med flera.

### TV1000
- Den första svenska dokusåpan, Real World Stockholm.[5]

## Priser och utmärkelser
- Årets TV-profil 1994 (Eurosport Nordic) - Thomas Brolin.[1]
- The Golden Gate Awards Competition - Svensson, Svensson.[1]
- Prix Italia - Rucklarens väg.[1]
- Emmy Award - Carmen.[1]

## Avlidna
- 1 februari – Vladislav Litsjev, 38, rysk TV-chef. (ihjälskjuten)[1]
- 15 maj – Eric Porter, 67, brittisk skådespelare (Forsytesagan).
- 13 november – Maj Fant, 65, svensk författare, journalist och TV-profil.[1]

### Fotnoter
1. 1 2 3 4 5 6 7   Horisont 1995. Bertmarks
2. ↑  ”Digi TV - Digital-tv:s utveckling i Finland”. Arkiverad från originalet den 13 juni 2007. https://web.archive.org/web/20070613093635/http://www.digitv.fi/sivu.asp?path=7;1251;1276. Läst 13 september 2008.
3. ↑  20:e århundrades När Var Hur - Etermedier, Bernt Himmelstedt, Forum, 1999
4. ↑  ”Jultradition”. Arkiverad från originalet den 25 april 2012. https://web.archive.org/web/20120425112719/http://www.jultradition.se/tv.htm. Läst 26 mars 2011.
5. ↑  Wennö, Nicholas (16 november 1995). ”Tjuvtittar-TV ny trend. Ungt liv i "The Real World Stockholm"”. Dagens Nyheter. http://www.dn.se/arkiv/teater/tjuvtittar-tv-ny-trend-ungt-liv-i-the-real-world/. Läst 18 februari 2017.